# Bert Flemming
Bert Flemming (* 18. März 1944 in Lutherstadt Wittenberg) ist ein deutscher Mediziner und Pathophysiologe. Er war von 1990 bis 1999 sowie von 2001 bis 2006 Mitglied im Abgeordnetenhaus von Berlin (SPD).

## Biografie
Flemming absolvierte nach dem Abitur von 1962 bis 1964 eine Lehre als Augenoptiker. Nach einem Praktischen Jahr schloss sich ein Studium der Humanmedizin an, das er 1972 mit der Promotion an der Humboldt-Universität (HU) beendete. Anschließend war er an der Berliner Charité beschäftigt, seit 1990 als Oberarzt. 1995 war Flemming Vorsitzender des 1990 eingerichteten Ehrenausschusses der HU, der sich mit „Stasi-Verstrickungen“ von HU-Angestellten befasste.
Flemming ist verheiratet und Vater dreier Kinder.

## Politik
Flemming trat nach der politischen Wende in der DDR 1990 in die SPD ein. Von 1990 bis 1999 und erneut von 2001 bis 2006 gehörte er dem Berliner Abgeordnetenhaus an.